# Osmoxylon arrhenicum
Osmoxylon arrhenicum är en araliaväxtart som beskrevs av Barry John Conn och David Frodin. Osmoxylon arrhenicum ingår i släktet Osmoxylon och familjen Araliaceae. Inga underarter finns listade.